# 西木區
西木區（Westwood）位于洛杉矶西北部，靠近比佛利山，為洛杉磯一住商混合社区，及加州大学洛杉矶分校所在地。

## 地理范围
西木區范围北起日落大道（Sunset Blvd），东至比佛利山市政界，南至聖塔莫尼卡大道（Santa Monica Blvd），西至405号州际公路（I-405），涵盖了洛杉矶高尔夫球场、威尔希尔大道（Wilshire Blvd）周边的办公和商务区、整个加州大学洛杉矶分校校园及其宿舍区、以及洛杉矶当地著名商圈村（Westwood Village），南北大约三公里，东西大约四公里。

## 人文
根据估算，西木區2008年有居民52,000多人，由于是大学城的一部分，居民构成较年轻，平均年龄约为27岁。有将近一半的居民处于19-34岁之间。西木區是洛杉矶各社区平均受教育程度较高的地区，25岁以上的成年人中，有大约66%拥有本科及以上学位。住户平均年收入达到68,000美元，在洛杉矶各社区中属于高水平。
西木區是洛杉矶市中白人人口比例较高的地区。居民超过60%为白人，而亚洲人比例为23%。西木區有颇具规模的伊朗人和俄罗斯人社区。
西木區是洛杉矶市中安全程度较高的社区。

## 设施
- 村（Westwood Village）邻近加州大学洛杉矶分校，是西木區内邻近加州大学洛杉矶分校的一个购物商圈，1920年代建立[4]。
- 福克斯剧院（Fox Theater）是西木村内一栋具有历史底蕴的电影院。1931年8月14日开张营业。许多好莱坞电影都在这里开展首映仪式[5]。
- 哈默博物馆（加州大学洛杉矶分校 Hammer Museum）是加州大学洛杉矶分校运营的一栋艺术博物馆，收藏有许多知名艺术作品[6]。目前，博物馆免费供游人参观[7]。目前，博物馆正在扩建中，预计2020年完成[8]。